# Robert Trebor (acteur)
Pour les articles homonymes, voir Trebor.
Ne doit pas être confondu avec Robert Trébor (dramaturge).
Robert Schenkman, dit Robert Trebor, est un acteur et réalisateur américain, né le 7 juin 1953 à Philadelphie, Pennsylvanie et mort le 11 mars 2025 à Los Angeles. Il a notamment réalisé un épisode de Hercule, série américaine dans laquelle il a joué.

## Biographie
Robert Trebor a grandi dans le nord de Philadelphie. À partir de 13 ans, il rêvait d'être acteur. Puis, il a suivi des cours de théâtre et a participé à des groupes de théâtre locaux. Il a notamment remporté des prix, dont, à Philadelphie, un grand prix pour un de ses courts-métrages intitulé Communiquer ! ?.
Le pseudonyme qu'il s'est choisi présente la particularité d'être un palindrome (il se lit dans les deux sens).
Robert Trebor meurt le 11 mars 2025 à Los Angeles à l'âge de 71 ans d'une septicémie après une greffe de cellules souches dans le cadre d'un traitement contre une leucémie,.

## Filmographie

### Comme acteur
- 1980 : Gorp : Rabbi Blowitz
- 1983 : The First Time : Joel
- 1984 : The Sex O'Clock News : Mr. Rajah
- 1985 : Turk 182! : Copy Boy
- 1985 : La Rose pourpre du Caire (The Purple Rose of Cairo) : Reporter
- 1985 : Un tueur dans New York (en) (Out of the Darkness) (TV) : David Berkowitz
- 1986 : Paiement cash (52 Pick-Up) : Leo Franks
- 1987 : Et la femme créa l'homme parfait (Making Mr. Right) : Tux Salesman
- 1987 : My Demon Lover : Charles
- 1988 : Conversations nocturnes (Talk Radio) : Jeffrey Fisher / Francine
- 1992 : Universal Soldier : Motel Owner
- 1992 : The Nutt House : Buddy
- 1994 : Hercule et le Royaume oublié (Hercules: The Legendary Journeys - Hercules and the Lost Kingdom) (TV) : Waylin
- 1994 : The Shadow : Harried Man in Taxi
- 2001 : Dying on the Edge : Mel Welner
- 2004 : Meet Market : Director Dick
- 2004 : Trois filles, trois mariages, un tour du monde ! (Wedding Daze) (TV) : Rabbi Feldman
- 2004 : Jiminy Glick in Lalawood : Jay Schiffer
- 2004 : Trouve ta voix (Raise Your Voice) : Mr. Wesson
- 2005 : The Devil's Rejects : Marty Walker
- 2016 : Ave, César ! (Hail, Caesar!) de Joel et Ethan Coen : Walt Dubrow

### Comme réalisateur
- 1995 : Hercule ("Hercules: The Legendary Journeys") (série TV)

## Petit plus
- Son nom d'artiste forme un palindrome.